# Pyzdry
Pyzdry is een stad in het Poolse woiwodschap Groot-Polen, gelegen in de powiat Wrzesiński. De oppervlakte bedraagt 12,16 km², het inwonertal 3163 (2005).

## Verkeer en vervoer
- Station Pyzdry